# Doreiku
Dorei-ku: Boku to 23-nin no Dorei (奴隷区 僕と23人の奴隷 lit. Distrito de Esclavos: 23 Esclavos y Yo?)  o simplemente Doreiku, es una serie de novelas japonesas escrita por Shinichi Okada. Se hizo una adaptación de manga a partir del 2012, ilustrada por Hiroto Ōishi, contó con un total de 10 volúmenes. Se lanzó una película de imagen real bajo el título Tokyo Slaves en 2014, y una adaptación de anime del manga, fue animado por Zero-G y TNK emitida del 13 de abril al 29 de junio de 2018. 

## Sinopsis
24 personas entran en un juego de supervivencia. Cada uno tiene un dispositivo llamado SCM (método de control esclavo, slave control method por sus siglas en inglés), que puede convertir a su oponente en esclavo. Cada persona tiene su propia razón para participar en el juego.

## Personajes
Eia Arakawa (?)
Seiyū: Hibiku Yamamura
Una chica inteligente de la calle que no tiene miedo de decir lo que piensa cuando se trata del bienestar de sus amigos. Ella es una marimacho que es rápida y puede pensar rápido cuando se trata de juegos mentales y no tiene miedo de correr riesgos. Ella siempre está en compañía de su perro Zushioumaru, a quien no conoce que alguna vez fue un sujeto experimental del Dr. Sumida, quien inventó el "Método de Control de Esclavos" (SCM) que estaba destinado a ser utilizado en animales como los perros.
Yūga Ohta (?)
Seiyū: Ryōta Suzuki
Un estudiante universitario que también es un estafador para encontrar formas de ganar dinero y otras formas de emoción y aventuras, se involucró en la distribución de SCM con su compañero en el crimen Shinnosuke Tachikawa, y pronto se unió al juego de comercio de esclavos donde él reuniría a otros usuarios de SCM y los derrotaría en un juego de ingenio con Eia como su cómplice y los convertiría en sus propios esclavos. Por un breve tiempo se convierte en el esclavo de Ryuuou después de ser burlado en un juego, pero más tarde fue liberado cuando fue enviado por este último a un duelo con un usuario desconocido de SCM que resultó ser Eia disfrazado y que luego se puso el SCM y lo derrotó en un juego
Julia Katsushika (?)
Seiyū: Sayaka Senbongi
Una chica solitaria que deseaba ser amada, su deseo también la hace susceptible a ser sumisa y débil, trabajó una vez como anfitriona del club, quien inicialmente tuvo una relación con Seiya, pero luego fue abandonada y expulsada de su vida por él después de que él se convierte en el esclavo de Ayaka que le ordenó hacerlo. Más tarde se convierte en la niñera de Ryuuou, pero sin saberlo, esta última lo había planeado desde el principio, donde se convierte en su primera esclava después de que la engañó para que se pusiera el SCM. Aunque es una esclava ryuuou, siente algo por él, por lo que se sugiere encarecidamente que, incluso sin estar bajo la esclavitud de la SCM, esté dispuesta a hacer cualquier cosa por él.
Seiya Shinjuku (?)
Seiyū: Hikaru Midorikawa
Él es un anfitrión del club masculino que en un momento tuvo una relación con Julia, a quien luego abandonó después de que un Ayaka obsesionado lo engañó para que se pusiera un SCM y se convirtiera en su esclavo, luego se convirtió en el esclavo de Yuuga después de que él y Ayaka fueron desafiados por Yuuga en un juego donde pierde intencionalmente para escapar del control de Ayaka y luego se convierte en uno de los Esclavos de Ryuuou.
Ayaka Toshima (?)
Seiyū: Suzuna Kinoshita
Es una anfitriona de club  con un eyepatch de otro club que especializa en habiendo su deporte de anfitriona cutie atuendos, es mucho obsesionada con Seiya que  le ayude ser el número un anfitrión en su club pero sintió traicionado cuándo  descubra que sólo utilice su para los propósitos monetarios y él ya tuvieron una relación con una chica, Julia, enfadado por su traición y ansioso de romper su relación con Julia,  le burle a poner en un SCM , pero más tarde en su maestro y relación de esclavo acabada cuándo  encontraron Yuuga y Eia quién les batió en un juego, donde ella junto con Seiya deviene Yuuga  salve junto con Seiya. Ellos más tarde encima devenidos entre Ryuuou  Esclavos.
Ataru Chūō (?)
Seiyū: Katsuyuki Konishi
Lucy Suginami (?)
Seiyū: Nozomi Nishida
Masakazu Meguro (?)
Seiyū: Yasuhiko Kawazu
Shinnosuke Tachikawa ({{{2}}}?)
Seiyū: Showtaro Morikubo
Takio Minato ({{{2}}}?)
Seiyū: Yusuke Shirai
Sachi Shibuya ({{{2}}}?)
Seiyū: Hikaru Yūki
Tsubaki Setagaya ({{{2}}}?)
Seiyū: Kazuyuki Okitsu
Shiwori Adachi ({{{2}}}?)
Seiyū: Sarara Yashima
Taiju Nakano ({{{2}}}?)
Seiyū: Ayumu Murase
Zenichi Bunkyō ({{{2}}}?)
Seiyū: Tetsu Inada
Zushiōmaru Sumida ({{{2}}}?)
Seiyū: Kōki Miyata
Maria Chiyoda ({{{2}}}?)
Seiyū: Saki Hayakawa
Gekkō Itabashi ({{{2}}}?)
Seiyū: Kengo Kawanishi
Zero Shinagawa ({{{2}}}?)
Seiyū: Sachi Kokuryu
Muon Nerima ({{{2}}}?)
Seiyū: Kenyu Horiuchi
Minami Kita ({{{2}}}?)
Seiyū: Saeko Kamimura

## Medios de comunicación

### Novelas
Shinichi Okada originalmente serializó la serie como una novela web en el sitio web de presentación de novelas Everystar antes de que Futabasha la recogiera para su publicación, y la publicó como tres novelas entre 2013 y 2014. La serie principal fue seguida por una historia Dorei-ku: Boku to 23-nin no Dorei.ex (奴隷区 僕と23人の奴隷 ex.?), Dorei-ku: Boku to 23-nin no Dorei.ex (奴隷区 僕と23人の奴隷 ex.?), Y una secuela, Doreiku 2nd Shinjuku Kikō Kai (奴隷区2nd. 新宿奇行会?), ambos en 2014. Una segunda secuela, Dai Doreiku: Kimi to 1-Oku 3-Senban no Dorei (大奴隷区 君と1億3千万の奴隷?), ha publicado dos volúmenes desde 2017. 

#### Volúmenes
Dorei-ku: Boku a 23-nin no Dorei
| N.º | Fecha de lanzamiento    | ISBN                   |
| --- | ----------------------- | ---------------------- |
| 1   | 14 de noviembre de 2013 | ISBN 978-4-575-51631-9 |
| 2   | 9 de enero de 2014      | ISBN 978-4-575-51644-9 |
| 3   | 13 de marzo de 2014     | ISBN 978-4-575-51661-6 |

Dorei-ku: Boku a 23-nin no Dorei.ex
| N.º | Fecha de lanzamiento | ISBN                   |
| --- | -------------------- | ---------------------- |
| 1   | 15 de mayo de 2014   | ISBN 978-4-575-51661-6 |

Doreiku 2nd Shinjuku Kikō Kai
| N.º | Fecha de lanzamiento | ISBN                   |
| --- | -------------------- | ---------------------- |
| 1   | 20 de junio de 2014  | ISBN 978-4-575-23867-9 |

Dai Doreiku: Kimi a 1-Oku 3-Senban no Dorei
| N.º | Fecha de lanzamiento    | ISBN                   |
| --- | ----------------------- | ---------------------- |
| 1   | 27 de mayo de 2017      | ISBN 978-4-575-84976-9 |
| 2   | 28 de noviembre de 2017 | ISBN 978-4-575-85071-0 |

### Manga
En 2012, Hiroto Ōishi lanzó una adaptación de manga de las novelas en Everystar, y Futabasha publicó la serie en 10 volúmenes de tankōbon recopilados.
En 2019, Takayoshi Kuroda inició una nueva adaptación a manga shonen llamada  "Dorei-ku - GANG AGE -" en la Web Piccoma de Kakao Japan, y  Fujimi Shobō  esta publicando la serie con 1 volumen de tankōbon recopilados

### Película de acción real
Una película de acción en vivo protagonizada por Sayaka Akimoto y Kanata Hongō se estrenó en Japón en junio de 2014.

### Anime
El 7 de octubre de 2017 se anunció una adaptación de la serie de televisión de anime del manga de Ōishi. Ryōichi Kuraya dirigió y escribió la serie, y Zero-G y TNK proporcionaron la animación. Junji Goto proporcionó diseños de personajes para la serie, además de servir como director en jefe de animación. La serie se transmitió del 13 de abril al 29 de junio de 2018. Fue transmitido en Tokyo MX y BS11 . Netflix transmitió la serie en Japón. El tema de apertura es "Karakara na Kokoro" (カラカラな心 Dried-Up Heart?)  de Shōgo Sakamoto y el tema final es "BJ" de Pile. Sentai Filmworks ha licenciado la serie y la ha simullado en Hidive.

## Recepción
A diciembre de 2017, la serie tenía 3,2 millones de copias impresas.